# Robert Daniell

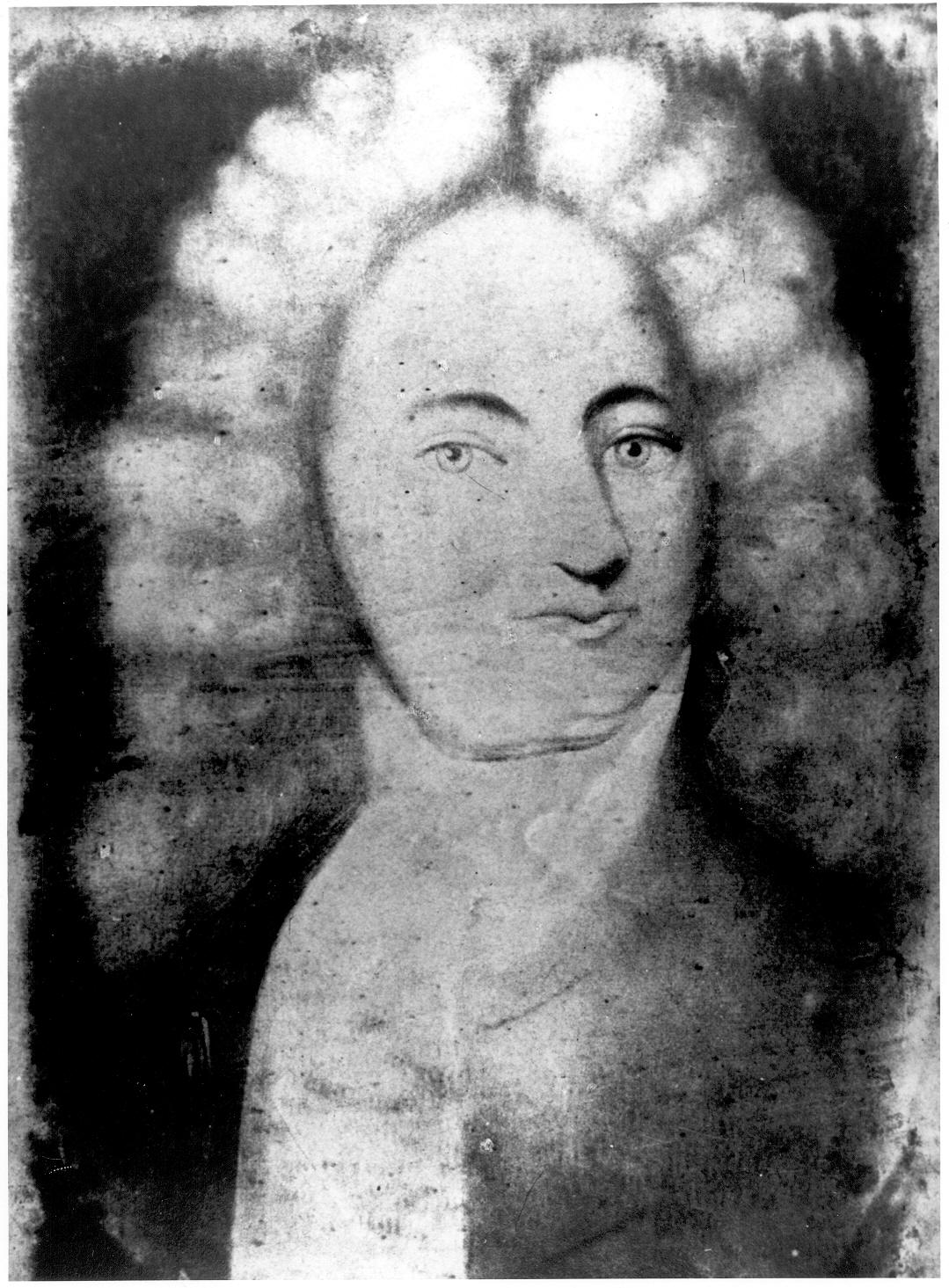
Robert Daniell

Robert Daniell (* 20. April 1646 in Cardigan, Wales; † 1. Mai 1718 in Charleston, Province of South Carolina) war ein britischer Kolonialpolitiker in Nordamerika und Gouverneur der Province of South Carolina sowie der Province of North Carolina.

## Lebenslauf
Robert Daniell war als zehnfacher Urenkel ein Nachkomme des englischen Königs Eduard III. Im Jahr 1669 gelangte er in die damalige Province of Carolina, wo er sich der politischen Gruppierung der Goose Greek Men anschloss. Als Anhänger von König Wilhelm III. diente er in dessen Streitkräften, wo er im Lauf der Zeit vom Hauptmann bis zum Oberst aufstieg. Später brachte er es noch bis zum Generalleutnant. Im Jahr 1702 nahm er am letztlich erfolglosen Feldzug unter Gouverneur James Moore gegen die Spanische Kolonie Florida teil, wozu auch die gescheiterte Belagerung der Festung Castillo de San Marcos gehörte. In den folgenden Jahren war er auch an anderen militärischen Auseinandersetzungen in der Bereich der Carolina Kolonien beteiligt. Dazu gehörten der Tuscarora-Krieg (1711–1715) und der Yamasee-Krieg. In den Jahren 1704 und 1705 war er als stellvertretender Gouverneur (Deputy Governor) für den nördlichen Teil der Province of Carolina, den heutigen US-Bundesstaat North Carolina, zuständig. Dort war er im Jahr 1708 auch schon Mitglied des kolonialen Parlaments gewesen. In den Jahren 1716 und 1717 war er als Nachfolger von  Charles Craven Gouverneur der Province of South Carolina. Er starb am 1. Mai 1718 auf seinem Anwesen auf Daniel Island, das nach ihm benannt wurde und heute zu Charleston gehört.